# Heinz Kraupner
Heinz Kraupner (* 18. Dezember 1890 in Skršín, Böhmen; † 3. Juli 1971 in Salzburg) war ein österreichischer Politiker (SPÖ) und Kaffeehausbesitzer. Er war von 1946 bis 1948 Landesrat in der Salzburger Landesregierung. 

## Ausbildung und Beruf
Kraupner besuchte zunächst die Volksschule und absolvierte danach eine Lehre im Gastgewerbe. Er arbeitete lange im Ausland, wobei ihn seine Tätigkeit in die Schweiz, nach Italien, Frankreich, Großbritannien und die Niederlande führte. Zwischen 1915 und 1918 kämpfte er im Ersten Weltkrieg, 1935 eröffnete er das Cafe Posthof in der Kaigasse in Salzburg. Er wurde 1938 aus politischen Gründen verhaftet und 1944  in das Konzentrationslager Dachau deportiert.
Kraupner trat 1925 der Sozialdemokratischen Partei bei und war als Obmann der Zentralorganisation der Hotelangestellten in Salzburg aktiv. Bis 1932 wirkte er als Obmann der sozialdemokratischen Gastgewerbeangestellten zudem war er 1928 Gründer und bis zum Verbot der Sozialdemokratischen Partei 1934 Obmann der Arbeiter-Motorradfahrer-Sektion Salzburg. Innerhalb der Sozialdemokratischen Partei war er  von 1933 bis 1934 als Mitglied der Landesparteivertretung der Sozialdemokratischen Partei Salzburgs aktiv. 
Nach dem Ende des Zweiten Weltkriegs wurde Kraupner 1945 Mitglied der provisorischen Landesparteivertretung. Er gehörte als Landesrat vom 26. April 1946 bis zum 5. Mai 1948 der Salzburger Landesregierung an und fungierte von 1946 bis 1950 als Mitglied des Landesparteivorstandes der SPÖ Salzburg.
Lokalpolitisch engagierte sich Kraupner von  1927 bis 1934 als Gemeinderat der Stadt Salzburg, zudem war er von 1945 bis 1946 Mitglied des Gemeinderates bzw. provisorischen Gemeinderates. Während dieser Zeit hatte er auch das Amt des Vizebürgermeisters  von Salzburg inne. Kraupner war des Weiteren Vizepräsident der Salzburger Handelskammer, von 1945 bis 1955 Landesobmann des Freien Wirtschaftsverbandes und in der Salzburger Volkshilfe aktiv. 

## Auszeichnungen
- Berufstitel Kommerzialrat (1948)
- Bürger der Stadt Salzburg (1969)
- Goldenes Verdienstzeichen des Landes Salzburg (1970)